# Caserne de Turku
La Caserne de Turku (en finnois : Turun kasarmi) est un ensemble de bâtiments situés dans le quartier de Kamppi à Helsinki  en Finlande.

## Histoire
Les bâtiments sont alors sur la rue Läntinen Henrikinkatu (devenue Mannerheimintie). 
Ils sont construits en 1833 pour servir de caserne aux militaires russes.
La zone de Kamppi était déjà du temps de la domination suédoise un espace de campement et d'entraînement militaire nommé Campementsplats ce qui lui a donné le nom de Kamppi. Plus tard la zone sera utilisée par la Garde finlandaise. 
La caserne de Turku est construite à l'emplacement actuel du Lasipalatsi ce qui était à la limite de la ville près de la douane d'Espoo d'où partait la route nationale pour Turku. 
Avant sa construction les unités militaires basées à Helsinki utilisaient principalement la Caserne maritime de Katajanokka qui a pu ainsi être récupérée entièrement par les forces navales de Finlande (en).
Les plans d'origine de la caserne ont été dessinés par Carl Ludvig Engel, mais elle sera construite par Nikolai Sinebrychoff . À l'ouest et au sud-ouest du bâtiment principal de la caserne on construit peu à peu tout un ensemble d'annexes au milieu desquelles on laisse un camp d'entrainement situé à l'endroit de l'actuelle  place Narinkka.
Durant la Guerre civile finlandaise pendant la conquête d'Helsinki le 12 mai 1918, la caserne de Turku est incendiée et presque totalement détruite. Après cela elle ne sera plus reconstruite et les travaux de démolition commencent, une partie des ruines restera sur place jusqu'aux années 1930.
Les bâtiments à proximité de la caserne et restés en bon état sont utilisés par les forces de défense dans les années 1920, entre autres par l'Artillerie. 
Mais même ces bâtiments seront presque entièrement démolis comme certains bâtiments en briques construits le long de Fredrikinkatu seront démolis dans les années 1950.

## La dépendance de la caserne

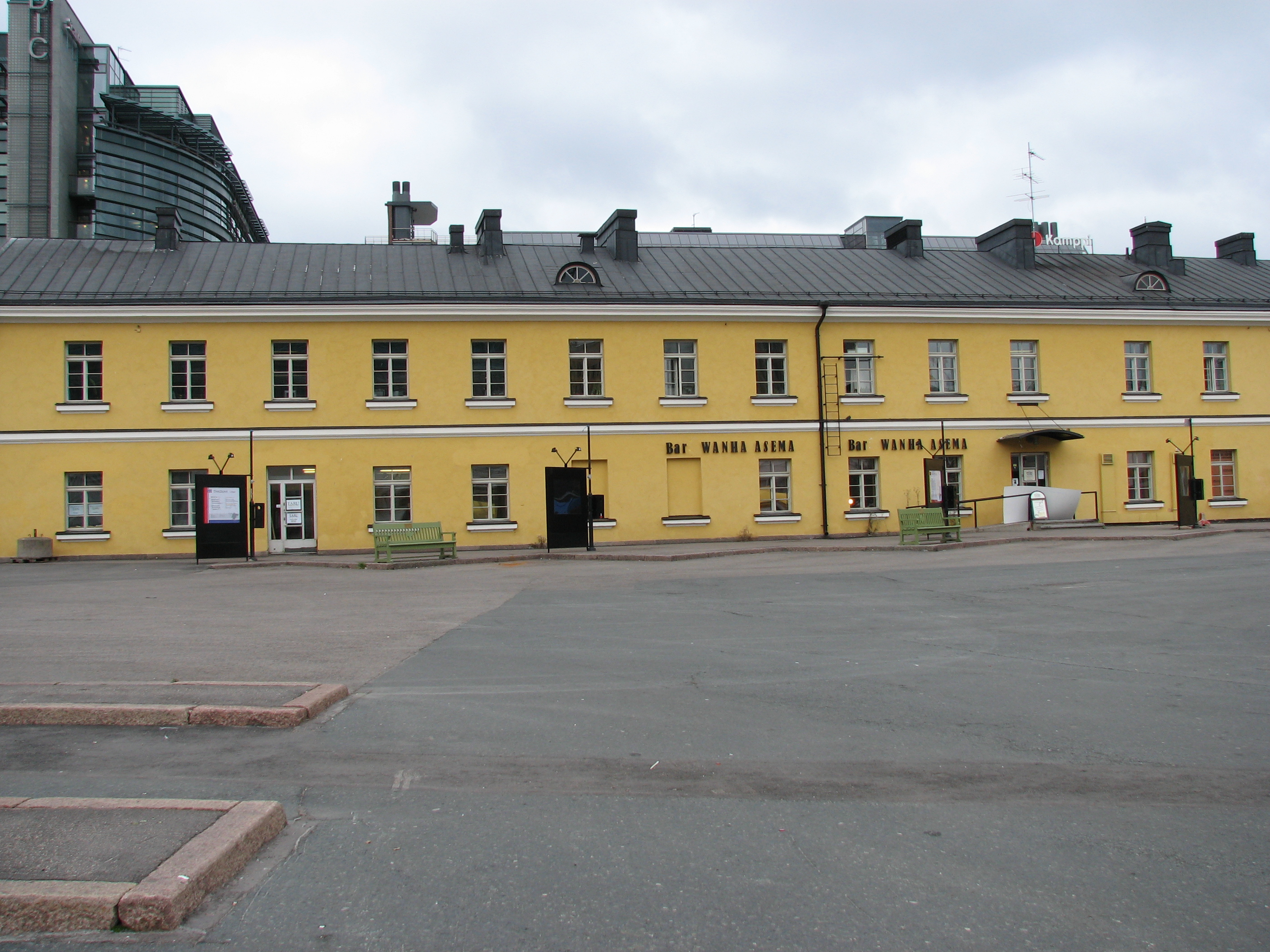
La dépendance de la caserne de Turku comme gare routière.

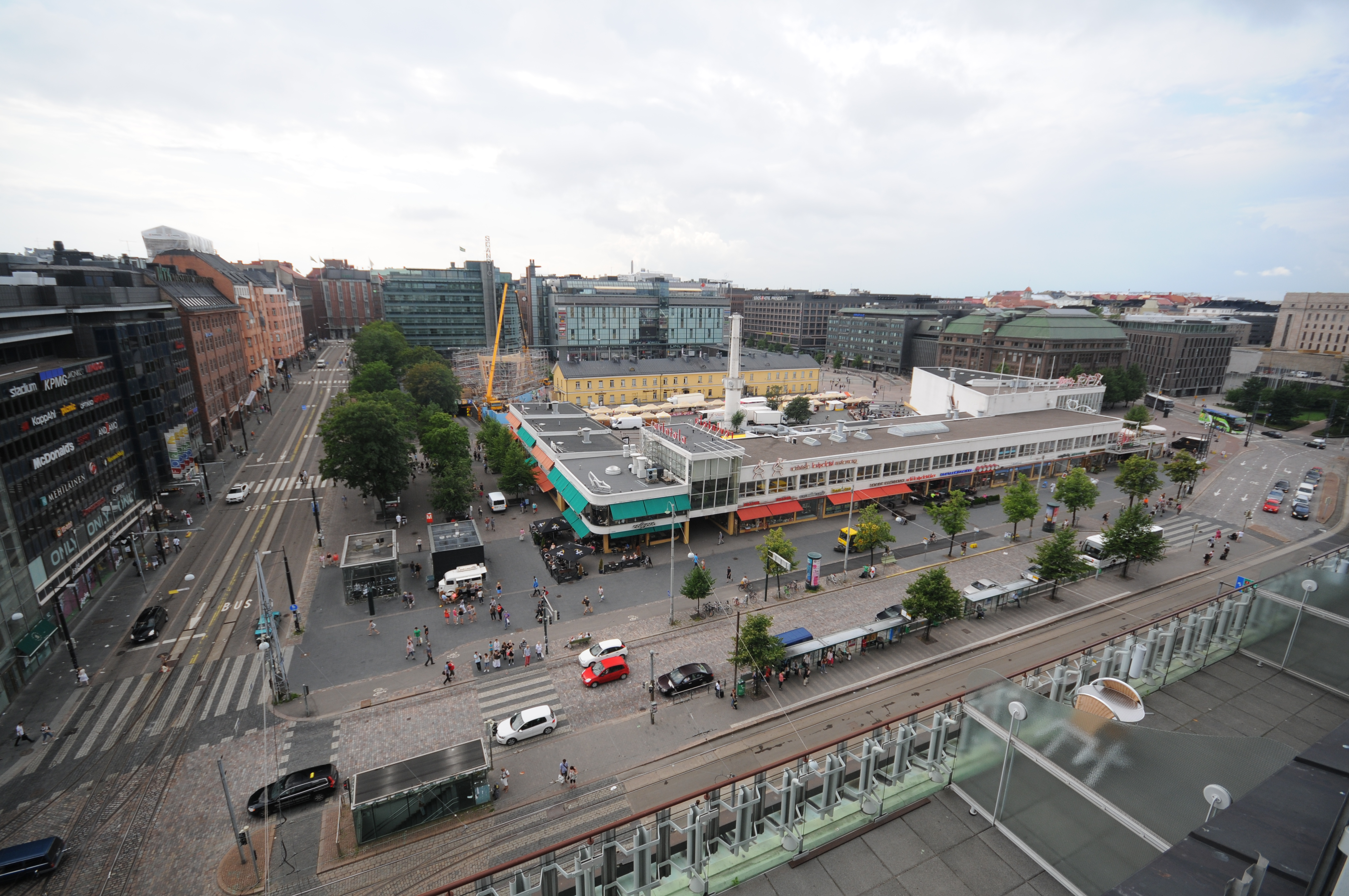
Vue de la dépendance de la caserne de Turku (en jaune) derrière le lasipalatsi (2011).

Le seul bâtiment restant de nos jours est une dépendance qui a servi de gare routière à partir de 1935 jusqu'à la construction du centre de Kamppi en 2005. 
De nos jours cette ancienne dépendance héberge un restaurant et une plateforme d'exposition de l'agence d'urbanisme de la ville d’Helsinki.  
Le camp d'entrainement de la caserne servait encore dans les années 1930 de terrain sportif et de patinoire. En 1934, l'état a cédé le terrain de la Caserne de Turku à la ville d'Helsinki. L'année suivante on y construit un bâtiment "provisoire" nommé lasipalatsi,.